# Ana de Médici, Arquiduquesa da Áustria
Ana de Médici (em italiano:  Anna de' Medici), (Florença 21 de julho de 1616 – Viena, 11 de setembro de 1676) era uma princesa toscana da Casa de Médici, filha de Cosme II de Médici, Grão-Duque da Toscana e de sua esposa Maria Madalena de Áustria.
Foi uma mecenas das artes e casou com Fernando Carlos, Arquiduque da Áustria em 1646.

## Biografia

### Vida Inicial
Ana nasceu no Palácio Pitti de Florença, a capital do Grão-Ducado da Toscana. O seu pai era Cosme II de Médicii, que reinava como Grão-Duque da Toscana desde 1609. A mãe era a Maria Madalena de Áustria, filha do Arquiduque Carlos II de Áustria, e irmã do imperador Fernando II. A sua ascendência Médici e Habsburgo era uma aliança comum nos casamentos da sua família no século XVII. Ela própria viria casar com um Habsburgo, tal como a sua filha.
O seu pai morrera em 28 de fevereiro de 1621, fazendo com que a sua mãe e a sua avó, Cristina de Lorena, viessem a ser regentes da Toscana até que o irmão de Ana atingisse a maioridade. Dizem que Ana e a sua irmã Margarida teriam herdado de Maria Madalena as suas qualidades e talentos.

### Casamento e descendência
Após terem falhado os planos para o casamento de Ana com Gastão, Duque de Orleães, ela veio a ficar noiva do Arquiduque Fernando Carlos da Áustria. em 1646 e Ana deixou a sua Florença natal com destino a Innsbruck para aí se casar, a 10 de junho.
O noivo, Fernando Carlos, Arquiduque da Áustria, era duplamente seu primo direito, uma vez que era filho de  Leopoldo V da Áustria e de sua mulher, Cláudia de Médici. Ana tinha 30 anos de idade e Carlos contava apenas 18. O casamento fora negociado pela formidável mãe de Fernando Carlos, que tinha sido regente da Áustria Anterior e do Tirol desde que Leopoldo V morrera em 1632. Cláudia de Médici administrara os territórios de seu filho habilmente de 1632 a 1646, conseguindo manter o Tirol fora da Guerra dos Trinta Anos.
Ana e Fernando Carlos tiveram três filhas:
1. Cláudia Felicidade (Claudia Felicitas) (1653–1676), casou com Leopoldo I do Sacro Império Romano-Germânico, com geração;
2. menina (nascida e morta em 19 de julho de 1654);
3. Maria Madalena (Maria Magdalena) (1656–669).

O casal preferia a vida opulent da corte Toscana à vida nas montanhas do Tirol e, consequentemente, estavam mais frequentemente em Florença do que em Innsbruck. Daí que a filha mais velha do casal tinha nascido na pátria de Ana e não na de Fernando Carlos.

### Viuvês

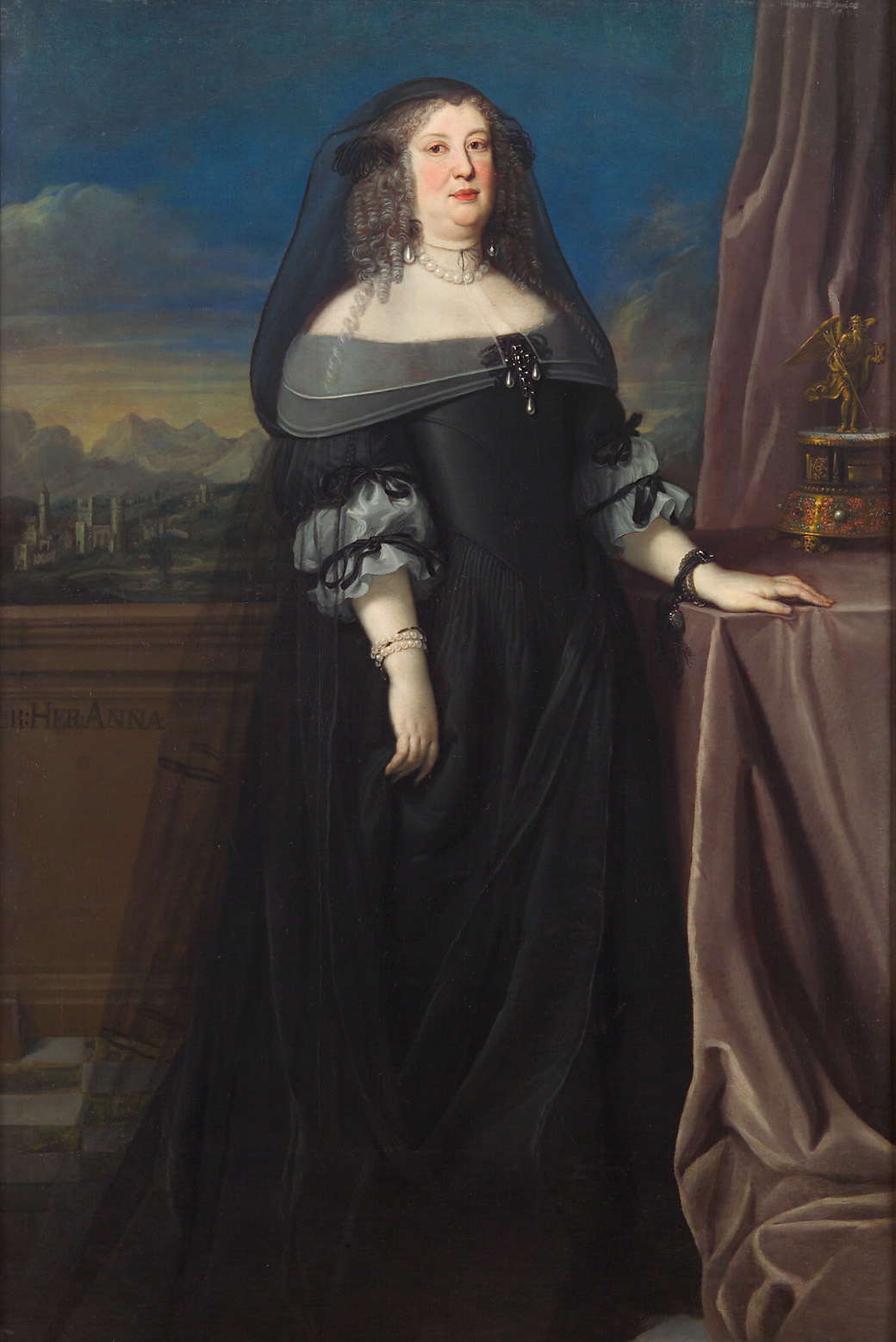
Ana de Médici em trajes de viúva, c. 1666. Pintada por Giovanni Maria Morandi.

Em 1662, Fernando Carlos morre. Como ele tinha apenas duas filhas que lhe sobreviveram, foi o seu irmão mais novo, Sigismundo Francisco que lhe sucedeu como Arquiduque da Áustria Anterior e Conde do Tirol. Contudo, na véspera do seu casamento, Sigismundo Francisco morreu em 1665. Tal significou que os seus territórios reverteram para o controlo direto de Viena, apesar dos esforços de Ana de preservar alguns vestígios de poder para si própria como Arquiduquesa viúva.
As suas tentativas de persuadir Viena derivavam também do facto de Ana pretender proteger os direitos das suas duas filhas. Esta disputa só fop ultrapassada em 1673, quando a sua única filha sobrevivente, Cláudia Felicidade casou com Leopoldo I, Sacro Imperador Romano-Germânico, o homem responsável pelo confisco dos territórios de Fernando Carlos.
Ana não só sobreviveu ao sobreviveu 14 anos como também à sua filha, que veio a morrer pouco depois do casamento. Em 11 de setembro de 1676, em Viena, Ana faleceu com 60 anos de idade.

## Mecenas das artes
Como muitos dos Médici, Ana era uma grande apreciadora e mecenas das artes. Por exemplo, um conjunto de monódias , por Pietro Antonio Giramo, intitulada Hospedale degli Infermi d'amore, foi dedicada a Ana em Nápoles nos meados do século XVII (a data concreta é desconhecida) - aí eram apresentadas as várias formas de insanidade causadas pelo amor.

Estas não terão sido as únicas obras dedicadas a Ana. Em 1655, a conhecida compositora e cantora Barbara Strozzi dedicou um dos seus trabalhos (opus 5, Sacri musicali affetti) a Ana, uma vez que Strozzi dedicou todas as músicas que publicou a conhecidos patronos aristocratas. Ela também dedicou outros trabalhos a alguns familiares de Ana, como a sua cunhada Vitória Della Rovere. Ana recompensou ricamente Strozzi por esta dedicatória. As recompensas de Ana eram particularmente dignas de nota pela descrição de um anónimo numa carta dirigida a Carlos II, Duque de Mãntua e de Monferrato, datada de 14 de abril de 1655:

Contarei a vossa Alteza Sereníssima algumas curiosidades que são bastante sérias. Barbara Strozzi dedicou à Arquiduquesa de Innsbruck algumas das suas músicas; Sua Alteza enviou-lhe, depois, uma pequena caixa de ouro adornada com rubis e com o seu retrato, bem como um colar, também ele com rubis, de que a referida Signora se gaba e mostra, colocando-o entre os seus dois queridos e maravilhosos peitos.

## Ascendência
|  |                                                               |  |  |  |  |  |  |  |  |  |  |  |  |  |  |  |
|  | 16. Giovanni dalle Bande Nere                                 |  |  |  |  |  |  |  |  |  |  |  |  |  |  |  |
|  |                                                               |  |  |  |  |  |  |  |  |  |  |  |  |  |  |  |
|  |                                                               |  |  |  |  |  |  |  |  |  |  |  |  |  |  |  |
|  | 8. Cosme I de Médici Grão-Duque da Toscana                    |  |  |  |  |  |  |  |  |  |  |  |  |  |  |  |
|  |                                                               |  |  |  |  |  |  |  |  |  |  |  |  |  |  |  |
|  |                                                               |  |  |  |  |  |  |  |  |  |  |  |  |  |  |  |
|  | 17. Maria Salviati                                            |  |  |  |  |  |  |  |  |  |  |  |  |  |  |  |
|  |                                                               |  |  |  |  |  |  |  |  |  |  |  |  |  |  |  |
|  |                                                               |  |  |  |  |  |  |  |  |  |  |  |  |  |  |  |
|  | 4. Fernando I de Médici, Grão-Duque da Toscana                |  |  |  |  |  |  |  |  |  |  |  |  |  |  |  |
|  |                                                               |  |  |  |  |  |  |  |  |  |  |  |  |  |  |  |
|  |                                                               |  |  |  |  |  |  |  |  |  |  |  |  |  |  |  |
|  | 18. Pedro Álvarez de Toledo                                   |  |  |  |  |  |  |  |  |  |  |  |  |  |  |  |
|  |                                                               |  |  |  |  |  |  |  |  |  |  |  |  |  |  |  |
|  |                                                               |  |  |  |  |  |  |  |  |  |  |  |  |  |  |  |
|  | 9. Leonor de Toledo                                           |  |  |  |  |  |  |  |  |  |  |  |  |  |  |  |
|  |                                                               |  |  |  |  |  |  |  |  |  |  |  |  |  |  |  |
|  |                                                               |  |  |  |  |  |  |  |  |  |  |  |  |  |  |  |
|  | 19. Maria Osorio Pimentel, Marquesa de Villafranca del Bierzo |  |  |  |  |  |  |  |  |  |  |  |  |  |  |  |
|  |                                                               |  |  |  |  |  |  |  |  |  |  |  |  |  |  |  |
|  |                                                               |  |  |  |  |  |  |  |  |  |  |  |  |  |  |  |
|  | 2. Cosme II de Médici Grão-Duque da Toscana                   |  |  |  |  |  |  |  |  |  |  |  |  |  |  |  |
|  |                                                               |  |  |  |  |  |  |  |  |  |  |  |  |  |  |  |
|  |                                                               |  |  |  |  |  |  |  |  |  |  |  |  |  |  |  |
|  | 20. Francisco I da Lorena                                     |  |  |  |  |  |  |  |  |  |  |  |  |  |  |  |
|  |                                                               |  |  |  |  |  |  |  |  |  |  |  |  |  |  |  |
|  |                                                               |  |  |  |  |  |  |  |  |  |  |  |  |  |  |  |
|  | 10. Carlos III da Lorena                                      |  |  |  |  |  |  |  |  |  |  |  |  |  |  |  |
|  |                                                               |  |  |  |  |  |  |  |  |  |  |  |  |  |  |  |
|  |                                                               |  |  |  |  |  |  |  |  |  |  |  |  |  |  |  |
|  | 21. Cristina da Dinamarca                                     |  |  |  |  |  |  |  |  |  |  |  |  |  |  |  |
|  |                                                               |  |  |  |  |  |  |  |  |  |  |  |  |  |  |  |
|  |                                                               |  |  |  |  |  |  |  |  |  |  |  |  |  |  |  |
|  | 5. Cristina de Lorena                                         |  |  |  |  |  |  |  |  |  |  |  |  |  |  |  |
|  |                                                               |  |  |  |  |  |  |  |  |  |  |  |  |  |  |  |
|  |                                                               |  |  |  |  |  |  |  |  |  |  |  |  |  |  |  |
|  | 22. Henrique II de França                                     |  |  |  |  |  |  |  |  |  |  |  |  |  |  |  |
|  |                                                               |  |  |  |  |  |  |  |  |  |  |  |  |  |  |  |
|  |                                                               |  |  |  |  |  |  |  |  |  |  |  |  |  |  |  |
|  | 11. Cláudia de Valois                                         |  |  |  |  |  |  |  |  |  |  |  |  |  |  |  |
|  |                                                               |  |  |  |  |  |  |  |  |  |  |  |  |  |  |  |
|  |                                                               |  |  |  |  |  |  |  |  |  |  |  |  |  |  |  |
|  | 23. Catarina de Médici                                        |  |  |  |  |  |  |  |  |  |  |  |  |  |  |  |
|  |                                                               |  |  |  |  |  |  |  |  |  |  |  |  |  |  |  |
|  |                                                               |  |  |  |  |  |  |  |  |  |  |  |  |  |  |  |
|  | 1. Ana de Médici Arquiduquesa da Áustria                      |  |  |  |  |  |  |  |  |  |  |  |  |  |  |  |
|  |                                                               |  |  |  |  |  |  |  |  |  |  |  |  |  |  |  |
|  |                                                               |  |  |  |  |  |  |  |  |  |  |  |  |  |  |  |
|  | 24. Filipe I de Castela                                       |  |  |  |  |  |  |  |  |  |  |  |  |  |  |  |
|  |                                                               |  |  |  |  |  |  |  |  |  |  |  |  |  |  |  |
|  |                                                               |  |  |  |  |  |  |  |  |  |  |  |  |  |  |  |
|  | 12. Fernando I, Sacro Imperador Romano-Germânico              |  |  |  |  |  |  |  |  |  |  |  |  |  |  |  |
|  |                                                               |  |  |  |  |  |  |  |  |  |  |  |  |  |  |  |
|  |                                                               |  |  |  |  |  |  |  |  |  |  |  |  |  |  |  |
|  | 25. Joana de Castela                                          |  |  |  |  |  |  |  |  |  |  |  |  |  |  |  |
|  |                                                               |  |  |  |  |  |  |  |  |  |  |  |  |  |  |  |
|  |                                                               |  |  |  |  |  |  |  |  |  |  |  |  |  |  |  |
|  | 6. Carlos II de Áustria                                       |  |  |  |  |  |  |  |  |  |  |  |  |  |  |  |
|  |                                                               |  |  |  |  |  |  |  |  |  |  |  |  |  |  |  |
|  |                                                               |  |  |  |  |  |  |  |  |  |  |  |  |  |  |  |
|  | 26. Ladislau II da Hungria e da Boêmia                        |  |  |  |  |  |  |  |  |  |  |  |  |  |  |  |
|  |                                                               |  |  |  |  |  |  |  |  |  |  |  |  |  |  |  |
|  |                                                               |  |  |  |  |  |  |  |  |  |  |  |  |  |  |  |
|  | 13. Ana da Boêmia e Hungria                                   |  |  |  |  |  |  |  |  |  |  |  |  |  |  |  |
|  |                                                               |  |  |  |  |  |  |  |  |  |  |  |  |  |  |  |
|  |                                                               |  |  |  |  |  |  |  |  |  |  |  |  |  |  |  |
|  | 27. Ana de Foix                                               |  |  |  |  |  |  |  |  |  |  |  |  |  |  |  |
|  |                                                               |  |  |  |  |  |  |  |  |  |  |  |  |  |  |  |
|  |                                                               |  |  |  |  |  |  |  |  |  |  |  |  |  |  |  |
|  | 3. Maria Madalena de Áustria                                  |  |  |  |  |  |  |  |  |  |  |  |  |  |  |  |
|  |                                                               |  |  |  |  |  |  |  |  |  |  |  |  |  |  |  |
|  |                                                               |  |  |  |  |  |  |  |  |  |  |  |  |  |  |  |
|  | 28. Guilherme IV da Baviera                                   |  |  |  |  |  |  |  |  |  |  |  |  |  |  |  |
|  |                                                               |  |  |  |  |  |  |  |  |  |  |  |  |  |  |  |
|  |                                                               |  |  |  |  |  |  |  |  |  |  |  |  |  |  |  |
|  | 14. Alberto V da Baviera                                      |  |  |  |  |  |  |  |  |  |  |  |  |  |  |  |
|  |                                                               |  |  |  |  |  |  |  |  |  |  |  |  |  |  |  |
|  |                                                               |  |  |  |  |  |  |  |  |  |  |  |  |  |  |  |
|  | 29. Maria de Baden-Sponheim                                   |  |  |  |  |  |  |  |  |  |  |  |  |  |  |  |
|  |                                                               |  |  |  |  |  |  |  |  |  |  |  |  |  |  |  |
|  |                                                               |  |  |  |  |  |  |  |  |  |  |  |  |  |  |  |
|  | 7. Maria Ana da Baviera                                       |  |  |  |  |  |  |  |  |  |  |  |  |  |  |  |
|  |                                                               |  |  |  |  |  |  |  |  |  |  |  |  |  |  |  |
|  |                                                               |  |  |  |  |  |  |  |  |  |  |  |  |  |  |  |
|  | 30. Fernando I, Sacro Imperador Romano-Germânico (= 12)       |  |  |  |  |  |  |  |  |  |  |  |  |  |  |  |
|  |                                                               |  |  |  |  |  |  |  |  |  |  |  |  |  |  |  |
|  |                                                               |  |  |  |  |  |  |  |  |  |  |  |  |  |  |  |
|  | 15. Ana de Áustria                                            |  |  |  |  |  |  |  |  |  |  |  |  |  |  |  |
|  |                                                               |  |  |  |  |  |  |  |  |  |  |  |  |  |  |  |
|  |                                                               |  |  |  |  |  |  |  |  |  |  |  |  |  |  |  |
|  | 31. Ana da Boêmia e Hungria (= 13)                            |  |  |  |  |  |  |  |  |  |  |  |  |  |  |  |
|  |                                                               |  |  |  |  |  |  |  |  |  |  |  |  |  |  |  |
|  |                                                               |  |  |  |  |  |  |  |  |  |  |  |  |  |  |  |

 
|}

## Títulos, tratamentos, honras e armas

### Títulos e tratamentos
- 21 de julho de 1616 – 10 de junho de 1646 Sua Alteza a Princesa Ana
- 10 de junto de 1646 – 11 de setembro de 1676 Sua Alteza Real a Arquiduquesa Ana de Áustria